# Stop, Or My Dog Will Shoot!
Stop, Or My Dog Will Shoot! (с англ. — «Стой, или моя собака будет стрелять!») — двадцатый эпизод восемнадцатого сезона мультсериала «Симпсоны», премьера которого состоялась в США 13 мая 2007 года на телеканале «Fox».

## Сюжет
Симпсоны приходят на Спрингфилдский День Урожая. Осмотревшись, семья и не замечает, как оказывается в огромном кукурузном лабиринте.
Симпсоны несколько часов ходят по лабиринту и не могут найти выход. Мардж предлагает разделиться. Мардж с детьми выходят из лабиринта, в отличие от Гомера.
Ночью Клэнси Виггам говорит, что пошлёт в лабиринт служебную собаку, но у этой собаки как раз родились щенки. Барт уверен, что Маленький Помощник Санты сможет сам найти отца. Чтобы пёс взял след, Лиза достаёт из рюкзака Гомера спортивный бюстгальтер. Вскоре пёс нашёл Гомера. Виггам спрашивает, не думал ли Помощник Санты стать полицейским псом и Барт уговаривает отца помочь ему в этом, на что Гомер соглашается.
Семья привозит Помощника Санты в Спрингфилдскую Академию для животных. После учения Маленького Помощника Санты берут в полицию. На его первом задании Брэндин Спаклер, мстящая своему мужу, попадает пулей Маленькому Помощнику Санты в лапу.
Лу, напарника Помощника Санты, вызывают вместе с собакой в парк, где Змей украл стероиды. Помощник Санты ловит Змея, однако в суде его не признают виновным. Это разъярило пса и, придя домой, он кусает Барта за ногу. После этого Мардж сомневается, будет ли он жить с ними. Маленький помощник Санты будет жить с Лу.
Тем временем Симпсоны приходят в зоомагазин, чтобы купить кого-нибудь. На прошение Барта Симпсоны покупают длинного питона.
В школе, у Барта проходит урок «Покажи и расскажи». Питон Барта съедает кролика Мартина Принса. Когда змей уползает, Эдна Крабаппл бьёт тревогу. Приезжают полицейские с Маленьким Помощником Санты, который учуял что-то в шкафчике. Это оказывается летающий диск, с которым пёсик раньше очень любил играть вместе с Бартом.
Питон приползает в кабинет химии. Он залезает на стол и опрокидывает банку спирта и азотной кислоты, при смешивании чего произошла химическая реакция. Облако смерти рассеивается по всей школе. Скиннер замечает, что Барта нигде нет. Барт искал Питона, но его «вырубили» химикаты. Помощник Санты забегает в школу в поисках мальчиков…
Когда Барт очнулся, то увидел перед собой обоих питомцев. Он выбрал своего пса. Расстроенного питона забирает садовник Вилли и кладёт его вместо пожарного шланга в щиток в подсобке.